# 2-XL
2-XL е играчка робот създадена през 1978 с образователа цел. Създадена е от д-р Майкъл Дж. Фрийман, който е вярвал, че играчките трябва да бъдат едновременно забавни и електронни. 2-XL е интерактивен робот, който изсвирва различни записи от аудио касета в зависимост от действията на потребителя.
Играчката е продавана в два различни периода. Първата версия през 1978 година е създадена от Mego Corporation и използва 8-пистови касети. По-късно купена от Tiger Electronics през 1992, които пускат версия използваща компакт-касета.

## Версията на Mego Corporation

### Описание
Оригиналният 2-XL (виж снимката вдясно) е направен от твърда пластмаса, кафява и бяла отпред.
Играчката има две жълти лампички за очи, които мигат в различен момент от възпроизвеждането на записите и четири червени бутона:
- „Question“ (Въпрос)
- „A or Yes Or True“ (A или Да или Вярно)
- „B or More Info“ (B или Още Информация)
- „C or No or False“ (C или Не или Грешно)

Има и един бутон за включване и регулиране на звука в долната дясна част на робота. Най-отдолу е големият слот, в който се поставят 8-пистовите касети.
Всъщност играчката е обикновен касетофон за 8-пистови касети, като бутоните се използват за смяна на пистите. Захранва се от стандартен 9-волтов AC адаптер с 3.5 mm мини жак.

### Развитие
Майкъл Фриймън е имал затруднения да убеди компаниите за печалбите, които неговата играчка може да привлече. Много компании отхвърляли идеята, казвайки, че би била прекалено скъпа и непрактична за инвестиции, имайки предвид, че децата не са толкова заинтересовани от образователни играчки. Накрая корпорация Мего (Mego Corporation) решили, че играчката пасва добре на тяхната компания. Те били производители на играчки екшън герой от популярни телевизионни шоу програми. Много от тях с научнофантастична насоченост.
Фрийман е бил замесен във всички фази от създаването на робота. Включително и в работата на вътрешния механизъм. 2-XL версията на Mego е била произвеждана четири години, 1978 – 1981. Накрая 2-XL била една от най-иновативните и успешни играчки за времето си.
Характера и вида са били доста изменени през 1980:
- Лампичките на очите са станали червени
- Колкото по-силен е звука, толкова по ярко са мигали
- Високоговорителят в задната част на тялото бил сменен от шестоъгълна, в по-традиционна кръгла форма
- Пластмасата била заменена с по лъскава

Всичко на всичко са били направени около 50 програми/касетки за Mego 2-XL. Бил е много популярен в първите си години, но постепенно отшумял напълно след десетилетие. Роботът често се появявал по сайтове с търгове и магазини за употребявани играчки. Някой от касетите били трудни за намирани, поради намалената популярност на робота в последната си година на пазара.

### Програми
8-пистовите касетки за робота са записани с нюйоркски акцент, озвучени от самия създател Michael J. Freeman, който говори така все едно слушателят е заедно с него в този момент. Той задава въпроси, с няколко възможности за отговора, базирани на темата на касетата. Слушателят отговаря на въпросите, натискайки съответния бутон. С даването на верен отговор робота поздравява за демонстрираното знание, а при подаването на грешен отговор обяснява кой е бил верният отговор. Между въпросите понякога се разказва история, свързана с тях. В други случаи роботът казва някоя смешка на която си се смее сам с „луд“ смях.
Първоначално програмите били доста елементарни, със само една основна тема. Всяка писта на касетата имала една и съща продължителност, различавайки се само в казването на потребителя дали е отговорил вярно или грешно. По-късно, Freeman започнал да се възползва от предимствата на всички писти в касетата, за да постигне до три различни програми в една касета.
Във всяка от касета има няколко стандартни записа. Първият е с жужащите и пилкащи звукови ефекти на 2-XL, все едно потребителя е пуснал наистина голям робот (между другото той често споменава за големината си оразмерявайки се като много висок или един фут). Всеки път при включване 2-XL се представя по един и същ начин – „Благодаря ви, че ме включихте. Аз съм 2-XL...“. Гласът не звучи като на робот, а си е точно гласа на Майкъл, но с леко забавено темпо и звучащ изискано. В много случаи се налага потребителят да натиска бутона за въпрос, където се превключва на първата писта от касетата. Там върви записа на основата на разговора. На места там има записани музика или отново пилкане и жужене, които създават ефект на зареждане на данни и едновременно спомагат за правилното напасване на програмата. По-късно към края на касетата 2-XL, предупреждава, че е започнал да се изморява и е време да се приключва темата с един последен въпрос. Той винаги е приятелски настроен и подхожда много хуманно, все едно е новия приятел, който е дошъл за да помогне на потребителя си да научи някой неща по възможно най-приятния начин. Неговият хумор е глуповат, колкото и неговата остроумност. И все пак хумора му става все по творчески с излизането на нови касети. Често казва -„Моля, изключи ме, сега“ и често свързва причината, че трябва някак си да влезе в темата на касетата.
2-XL идва с една касета, наречена „Всеобща Информация“ (General Information), която включва теми от различни области като спорт, кино и поп култура. Всяка от различните програми се продава отделно на касети и повечето идват с книжка с допълнителни занимания, които могат да се правят самостоятелно или заедно с 2-XL. Някой касети идват с пластинка, която пасва отпред на бутоните, заменяйки наименованията им, за да съответстват за нужните за темата в касетата. Не всички касети са образувателни, някой просто разказват истории, които потребителя слуша, за да може да отговори на няколко въпроса после. Не всички касети също са фокусирани около 2-XL. Понякога се включват и други гласове, в зависимост от акцента на темата в касетата. Има и касети, които са поредица.

## Версията на Тайгър Електроникс (Tiger Electronics version)
През 1992, Тайгър Електроникс преиздават 2-XL. Вместо 8-пистови касети, новата версия използва компакт-касети, които позволяват два пъти по дълга продължителност от 8-пистовите и по-добро качество на звука. Фрийман отново е гласа на играчката. В допълнение на мигащите очи, робота вече има и кръгче за уста, което също мига, когато говори. Вече има и възможност да работи на батерии и има добавен жак за слушалки.
Вместо бутоните да превключват различните писти, както в старта версия, новите касети са записани на десния или левия канал, използвайки двете страни на касетата. Както в предишната версия, потребителят може да пуска и други касети (например музика) с 2-XL. Възможно е също да се просвирват отзад напред, според зависимост от натиснатия бутон.
Новоиздадените касети се разпространяват с комикс и анимационни герои: Спайдър-Мен, Стар Трек: Следващото поколение, Mighty Morphin Power Rangers, Х-Мен и Батман. 2-XL игрите позволяват на потребителя да се впуска в приключения с различни супер герои, решавайки съдбата им, чрез натискането на различните бутони.
Втората версия е била на пазара от 1992 до 1994, и общо са пуснати около 45 касети. За последно е продавана през 1995 с касета Пауър Рейнджърс. Била е една от най-популярните играчки за времето си, и според годишен пазарен приход, продавана до 1995.
Тази версия на 2-XL нашумява дори повече, защото е била използвана за детско телевизионно шоу, което тогава се е казвало „Предизвикай Ума Си“ (Английски: Pick Your Brain). Три метров дубликат на 2-XL от Тайгър Електроникс е бил използван за да задава въпроси и предоставя допълнителна информация към обсъжданата тема. Фрийман е отказал да запише гласа. Шоуто е било водено от Марк Съмърс, а гласа на 2-XL на това шоу е бил на Грег Берк. Това шоу е имало голям успех през първата си година, но е приключил и с прекратяването на производството на 2-XL.

## Три-Лекс (Tri-Lex)
Една от последните пуснати касети за версията от Мего Корпорейшън на 2-XL е „Три-Лекс“ (Tri-Lex). Това е цялостна настолна игра проектирана специално да се играе от 2-XL. Касетката идва с приставка, която пасва върху предната част на самия 2-XL. Върху приставката точно над касетата се образува форма на обърната пирамида, състояща се от 4 квадратчета в горната си част до 1 в долната и всеки ред оцветен в различни цветове (син, жълт, зелен и светло кафяв), и 4 слота, през които се могат да се пускат пулове (които 2-XL нарича „чипове“ – „checkers“) към пирамидата. Слотовете съвпадат с четирите бутона на 2-XL с цел, когато се пусне пул да се натисне и съответния бутон на роботчето. Целта на играта е да се постигне линия, или триъгълник от 3 пула от цвета на играча. Играта и замисъла на касетата е интересен, защото наподобява симулация на изкуствен интелект.
Използват се няколко „записа“: има допълнителни 4 слота от „предните“, които не натискат бутоните при поставяне на пул. 2-XL може да поиска от играча -„направи ход в преден слот“ (make a move in the front), по този начин записа (пистите на касетата) няма да се смени. 2-XL също може да поиска от играча в определен момент от играта да „запомни кодова дума“ (remember a codeword) и да я да я повтори пак по-късно. Често играта може да свърши преди касетата, тогава 2-XL ще помоли играча -„моля, намли звука ми до нула“ (please turn my volume down to zero), след което играча трябва да изчака докато останалата част от записите за текущата игра се извъртят докато се чуе „щракането“ от смяната на пистите в касетата. (Три-Лекс е единствената касета, на която не 2-XL не казва в началото -„благодаря, че ме включихте“ (thank you for turning me on), защото се предполага, че играча може да изиграе няколко игри последователно). И все пак на касетата има записани 4 игри, преди тя да се превърти в началото.
Играта сама по себе си е лесна, играейки я правилно се завърва винаги с победа за играча, който я е започнал. Програмата е с по ценни образователни качества, от колкото претендира да бъде оригинална настолна игра.